# スティーブン・スーザ・ジュニア
スティーブン・ジェフリー・スーザ・ジュニア（Steven Jeffrey Souza, Jr. , 1989年4月24日 - ）は、アメリカ合衆国ワシントン州エバレット出身の元プロ野球選手（外野手）。右投右打。愛称はスーズ・ボット（Souzbot）。

## 経歴

### プロ入りとナショナルズ時代
2007年のMLBドラフト3巡目（全体100位）でワシントン・ナショナルズから指名され、プロ入り。契約後、傘下のルーキー級ガルフ・コーストリーグ・ナショナルズでプロデビュー。44試合に出場して打率.299、4本塁打、19打点、4盗塁を記録した。
2008年はまずA級ヘイガーズタウン・サンズでプレーし、23試合に出場して打率.266、2本塁打、10打点、8盗塁を記録した。6月からA-級バーモント・レイクモンスターズでプレー。48試合に出場して打率.189、5本塁打、25打点、14盗塁を記録した。
2009年はA級ヘイガーズタウンでプレーし、126試合に出場して打率.237、4本塁打、47打点、25盗塁を記録した。
2010年もA級ヘイガーズタウンでプレーし、81試合に出場して打率.231、11本塁打、56打点、18盗塁を記録した。7月15日には薬物違反で50試合の出場停止処分を受けた。 
2011年はA+級ポトマック・ナショナルズでプレーし、122試合に出場して打率.228、11本塁打、56打点、25盗塁を記録した。
2012年はまずA級ヘイガーズタウンで70試合に出場して打率.290、17本塁打、72打点、7盗塁を記録した。7月下旬にA+級ポトマックに昇格し、27試合に出場して打率.319、6本塁打、13打点、7盗塁を記録した。
2013年はAA級ハリスバーグ・セネターズに昇格。77試合に出場して打率.300、15本塁打、44打点、20盗塁を記録した。8月にはルーキー級ガルフ・コーストリーグでプレー。4試合に出場した。オフに教育リーグのアリゾナ・フォールリーグに参加し、メサ・ソーラーソックスに所属した。11月1日に40人枠入りを果たした。
2014年はAAA級シラキュース・チーフスで開幕を迎え、4月12日にメジャーへ昇格。4月13日のアトランタ・ブレーブス戦でメジャーデビュー。7回裏から左翼手の守備に就き、1打数無安打1三振に終わった。昇格後は5試合に出場し、4月15日のマイアミ・マーリンズ戦でメジャー初安打を記録したが、その後は安打を記録することができず、19日にデナード・スパンが故障者リストから復帰したため、AAA級シラキュースへ降格した。4月27日に再昇格したが、その後も結果を残せず、5月5日にAAA級シラキュースへ降格した。8月4日にネイト・マクラウスが故障者リスト入りしたため、メジャーへ再昇格したが、10日に左肩の故障で15日間の故障者リスト入りした。8月26日にインターナショナルリーグのMVPを受賞した。9月1日に故障者リストから復帰した。ジョーダン・ジマーマンがノーヒットノーランを達成した9月28日のマーリンズとのシーズン最終戦では9回表から左翼の守備に就き、最後のアウトとなる打球をダイビングキャッチして快挙達成をアシストした。この年メジャーでは21試合に出場して打率.130、2本塁打、2打点を記録した。

### レイズ時代
2014年12月19日にサンディエゴ・パドレス、タンパベイ・レイズ間の三角トレードで、トラビス・オットと共にレイズへ移籍した。
2015年は右翼手のレギュラー格で起用され、110試合に出場した。打率.225、144三振とコンタクト技術では課題を残したものの、16本塁打を放つ一方で12盗塁を決め、パワーをスピードを兼ね備えた能力をアピールした。
2016年も右翼のレギュラーで起用され、120試合に出場した。打率.247、アメリカンリーグワースト10位タイの159三振と、ミート力は改善されなかったが、17本塁打、49打点を記録した。右翼の守備（111試合）では、3失策、守備率.987、DRS +3と、まずまずの働きを見せた。
2017年は148試合に出場して、打率こそ.239だったものの、キャリアハイとなる30本塁打、78打点、16盗塁を記録した。

### ダイヤモンドバックス時代
2018年2月20日にニューヨーク・ヤンキースを含んだ三角トレードで、アリゾナ・ダイヤモンドバックスへ移籍した。移籍1年目は怪我もあり規定打席に到達せず低調な成績となった。
2019年3月25日のプレシーズン・ゲームでホームインの時に転倒して前十字靭帯断裂、外側側副靱帯外側側副靱帯断裂など左膝を4ヶ所負傷する大怪我を負い、シーズンを全休した。オフの12月2日にノンテンダーFAとなった。

### カブス時代
2020年1月28日にシカゴ・カブスと100万ドルの単年契約を結んだ。9月5日にDFAとなり、8日に自由契約となった。

### ドジャース時代
2021年2月1日にヒューストン・アストロズとマイナー契約を結んでスプリングトレーニングに招待選手として参加することになったが、3月24日に自由契約となった。
その後、3月31日にロサンゼルス・ドジャースとマイナー契約を結んだ。6月16日にメジャー契約を結んでアクティブ・ロースター入りした。7月6日にDFAとなり、11日に自由契約となった。その後、7月17日に再びドジャースとマイナー契約を結んだ。9月7日にメジャー契約を結んでアクティブ・ロースター入りした。4試合に出場後にマイナーに降格し、以降はレギュラーシーズン終了までAAA級オクラホマシティ・ドジャースで過ごしたが、ポストシーズンで再昇格し、8打数1安打の成績を残した。オフの11月3日にFAとなった。

### マリナーズ時代
2022年3月14日にシアトル・マリナーズとマイナー契約を結んでスプリングトレーニングに招待選手として参加することになった。シーズンでは開幕を傘下のAAA級タコマ・レイニアーズで迎えた。5月13日にメジャー契約を結んでアクティブ・ロースター入りした。6試合に出場したが、19打数3安打、打率.158、1打点に終わった。5月22日にDFAとなり、23日に自由契約となった。その後、7月19日に現役引退を表明した。

## 詳細情報

### 年度別打撃成績
| 年 度    | 球 団    | 試 合 | 打 席 | 打 数 | 得 点 | 安 打 | 二 塁 打 | 三 塁 打 | 本 塁 打 | 塁 打 | 打 点 | 盗 塁 | 盗 塁 死 | 犠 打 | 犠 飛 | 四 球 | 敬 遠 | 死 球 | 三 振 | 併 殺 打 | 打 率 | 出 塁 率 | 長 打 率 | O P S |
| -------- | -------- | ----- | ----- | ----- | ----- | ----- | -------- | -------- | -------- | ----- | ----- | ----- | -------- | ----- | ----- | ----- | ----- | ----- | ----- | -------- | ----- | -------- | -------- | ----- |
| 2014     | WSH      | 21    | 26    | 23    | 2     | 3     | 0        | 0        | 2        | 9     | 2     | 0     | 0        | 0     | 0     | 3     | 0     | 0     | 7     | 1        | .130  | .231     | .391     | .622  |
| 2015     | TB       | 110   | 426   | 373   | 59    | 84    | 15       | 1        | 16       | 149   | 40    | 12    | 6        | 1     | 1     | 46    | 0     | 5     | 144   | 7        | .225  | .318     | .399     | .717  |
| 2016     | TB       | 120   | 468   | 430   | 56    | 106   | 17       | 1        | 17       | 176   | 49    | 7     | 6        | 0     | 2     | 31    | 0     | 5     | 159   | 5        | .247  | .303     | .409     | .713  |
| 2017     | TB       | 148   | 617   | 523   | 78    | 125   | 21       | 2        | 30       | 240   | 78    | 16    | 4        | 2     | 1     | 84    | 2     | 7     | 179   | 9        | .239  | .351     | .459     | .810  |
| 2018     | ARI      | 72    | 272   | 241   | 21    | 53    | 15       | 3        | 5        | 89    | 29    | 6     | 1        | 0     | 0     | 28    | 0     | 3     | 75    | 4        | .220  | .309     | .369     | .678  |
| 2020     | CHC      | 11    | 31    | 27    | 3     | 4     | 2        | 0        | 1        | 9     | 5     | 1     | 0        | 0     | 0     | 4     | 0     | 0     | 15    | 0        | .148  | .258     | .333     | .591  |
| 2021     | LAD      | 17    | 36    | 33    | 2     | 5     | 1        | 1        | 1        | 11    | 3     | 0     | 0        | 0     | 0     | 2     | 0     | 1     | 14    | 2        | .152  | .222     | .333     | .556  |
| 2022     | SEA      | 6     | 19    | 19    | 0     | 3     | 0        | 0        | 0        | 3     | 1     | 0     | 0        | 0     | 0     | 0     | 0     | 0     | 8     | 2        | .158  | .158     | .158     | .316  |
| MLB：8年 | MLB：8年 | 505   | 1895  | 1669  | 223   | 383   | 71       | 8        | 72       | 686   | 207   | 42    | 17       | 3     | 4     | 198   | 2     | 21    | 601   | 30       | .229  | .318     | .411     | .729  |

### 年度別守備成績
| 年 度 | 球 団 | 左翼（LF） | 左翼（LF） | 左翼（LF） | 左翼（LF） | 左翼（LF） | 左翼（LF） | 中堅（CF） | 中堅（CF） | 中堅（CF） | 中堅（CF） | 中堅（CF） | 中堅（CF） | 右翼（RF） | 右翼（RF） | 右翼（RF） | 右翼（RF） | 右翼（RF） | 右翼（RF） |
| 年 度 | 球 団 | 試 合      | 刺 殺      | 補 殺      | 失 策      | 併 殺      | 守 備 率   | 試 合      | 刺 殺      | 補 殺      | 失 策      | 併 殺      | 守 備 率   | 試 合      | 刺 殺      | 補 殺      | 失 策      | 併 殺      | 守 備 率   |
| ----- | ----- | ---------- | ---------- | ---------- | ---------- | ---------- | ---------- | ---------- | ---------- | ---------- | ---------- | ---------- | ---------- | ---------- | ---------- | ---------- | ---------- | ---------- | ---------- |
| 2014  | WSH   | 4          | 4          | 0          | 1          | 0          | .800       | 1          | 0          | 0          | 0          | 0          | ----       | 8          | 6          | 0          | 0          | 0          | 1.000      |
| 2015  | TB    | -          | -          | -          | -          | -          | -          | -          | -          | -          | -          | -          | -          | 103        | 172        | 8          | 2          | 3          | .989       |
| 2016  | TB    | -          | -          | -          | -          | -          | -          | 3          | 6          | 0          | 1          | 0          | .857       | 111        | 226        | 8          | 3          | 1          | .987       |
| 2017  | TB    | -          | -          | -          | -          | -          | -          | 3          | 2          | 0          | 1          | 0          | .667       | 138        | 240        | 5          | 5          | 1          | .980       |
| 2018  | ARI   | -          | -          | -          | -          | -          | -          | 1          | 0          | 0          | 0          | 0          | ----       | 65         | 103        | 1          | 3          | 0          | .972       |
| 2020  | CHC   | 3          | 5          | 0          | 0          | 0          | 1.000      | -          | -          | -          | -          | -          | -          | 6          | 7          | 0          | 0          | 0          | 1.000      |
| 2021  | LAD   | 5          | 0          | 0          | 0          | 0          | ----       | -          | -          | -          | -          | -          | -          | 8          | 9          | 0          | 0          | 0          | 1.000      |
| MLB   | MLB   | 12         | 9          | 0          | 1          | 0          | .900       | 8          | 8          | 0          | 2          | 0          | .800       | 439        | 763        | 22         | 13         | 5          | .984       |

- 2021年度シーズン終了時

### 背番号
- 21（2014年、2020年、2022年）
- 20（2015年 - 2017年）
- 28（2018年）
- 23（2021年）